# Jorge Jukich
Jorge Jukich (nascido em 6 de janeiro de 1943) é um ex-ciclista uruguaio. Representou sua nação durante os Jogos Olímpicos de 1968 e 1972.